# Polystichum lindsaeifolium
Polystichum lindsaeifolium är en träjonväxtart som beskrevs av Benedetto Scortechini. Polystichum lindsaeifolium ingår i släktet Polystichum och familjen Dryopteridaceae. Inga underarter finns listade.